# مجزرة بني سهيلا (9 نوفمبر 2023)
مجزرة بني سهيلا (9 نوفمبر 2023) هي مجزرةٌ ارتكبها سلاح الجوّ الإسرائيلي حينما أغارَ على مدينة بني سهيلا وهي إحدى المدن في المنطقة الشرقية وتقع في الطرف الجنوبي لقطاع غزة. وخلال يوم الخميس الموافق 9 نوفمبر 2023 قام سلاح الجو بشن سلسلة غارات في كافة أرجاء مدينة بني سهيلا واستهدفت بشكل خاص منزلي عائلة أبو خاطر وحماد. هذه المجزرة من ضمن عدة مجازر وقعت خلال عملية طوفان الأقصى. تسبّبت هذه المجزرة الإسرائيليّة والتي استهدفت مدينة بني سهيلا إلى استشهاد أكثر من 10 شهداء من عائلة أبو خاطر وعائلة حماد وعدد ممن نزحوا لمنازل هذه العائلات، ومعظمهم أطفال ونساء إضافة إلى عشرات الجرحى وعدد كبير من المفقودين.

## خلفية الحدث
في ساعاتِ الصباح الأولى من يوم السابع من أكتوبر 2023 أطلقت حركة المقاومة الإسلامية حماس عبر ذراعها العسكري كتائب الشهيد عز الدين القسام عملية طوفان الأقصى وذلك ردًا على الاعتداءات الإسرائيلية وتدنيس الأقصى والاستمرار في الاستيطان، كما أكّد على ذلك محمد الضيف القائد العام للقسّام والذي أعطى إشارة انطلاق العمليّة التي شهدت اقتحامًا من المقاومين لمستوطنات غلاف غزة ونجحوا في قتلِ عدد كبيرٍ من الجنود الإسرائيلين، وأسر عشرات آخرين كما استطاعوا خلال ساعات قطع عشرات الكيلومترات ووصلوا لمستوطنات أبعد من تلك المحيطة والقريبة من قطاع غزة.
استمرَّت الاشتباكات بين الجيش الإسرائيلي وبين المقاومين في عديد من المستوطنات وعلى رأسها مستوطنة سديروت. الرد الإسرائيلي على هذه العمليّة جاء من خلال شنّ سلاح الجو الإسرائيلي عشرات الغارات العشوائيّة على القطاع متسبّبة في مقتل عشرات المدنيين وتدمير البنية التحتية لمدن القطاع، ليصل حد فرض إغلاق شامل وقطع متعمد لكل الخدمات من ماء وكهرباء وغاز، وهو ما هدَّد حياة أكثر من مليونَي فلسطيني يعيشُ داخل القطاع الذي يُعاني أصلًا من تبعات الحصار الخانق عليهم منذ ستة عشر عاماً.
وفي مساء يوم 27 أكتوبر/تشرين الأول، أعلن جيش الاحتلال الإسرائيلي بدء الهجوم بري على قطاع غزة من خلال بدء التوغل في بلدة بيت حانون ومخيم البريج. حدث الهجوم وسط سلسلة من الغارات الجوية الإسرائيلية واسعة النطاق التي أدت إلى قطع الاتصالات المتنقلة والوصول إلى الإنترنت في غزة.

## الضحايا
1. عمر احمد سليم أبو ريدة
2. ناجي عبد الرحمن أبو حماد
3. جنان ناجي أبو حماد
4. جمانة ناجي أبو حماد
5. جوان ناجي أبو حماد
6. عبدالله يوسف سالم أبو قاسم
7. محمد مسلم سالم قديح
8. ريان رضوان أبو نصيرة
9. خالد أبو حماد
10. أنس عايش أبو خاطر